# TN Mobile

Ehemaliges Logo

TN Mobile (bis 22. August 2013 Leo, davor bis Mitte August 2009 Cell One), in Eigenschreibweise tn mobile, ist ein namibischer Mobilfunkanbieter. 
Als zweiter Anbieter im Land wurde der Betrieb am 16. März 2007 aufgenommen. TN Mobile gehörte bis Juni 2011 zu 100 Prozent der Telecel Globe, einem Unternehmen der Orascom Telecom, ehe es an Investec und Nedbank verkauft wurde. Am 3. Dezember 2012 wurde bekannt, dass der staatliche Telekommunikationskonzern Telecom Namibia TN Mobile komplett übernommen hat.

## Produkte und Kunden
TN Mobile hat mehr als 300.000 Kunden (Stand: Mitte 2010) und eine Abdeckung der Bevölkerung im Land von etwa 70 Prozent.
TN Mobile betreibt ein GSM 900/1800 Netzwerk und unterstützt EDGE, UMTS sowie HSDPA. Empfang ist derzeit in allen 13 Regionen Namibias in größeren Orten und entlang der wichtigsten Straßen möglich. Das Mobilfunknetz wird kontinuierlich ausgebaut. Roamingabkommen bestehen mit 135 Mobilfunkanbietern weltweit.

## Nachweise
1. ↑  Leo rebranded to TN Mobile. Namibian, 23. August 2013 abgerufen am 23. August 2013
2. ↑  Cell One verändert Namen
3. ↑  leo kry nuwe base, Die Republikein, 3. Juni 2011
4. ↑  Telecom kauft Leo, Allgemeine Zeitung Namibia, 3. Dezember 2012
5. ↑  Bloomberg L.P.:
 Company Overview of TN Mobile
6. ↑  Aufholjagd von Namibia hat begonnen, Allgemeine Zeitung, 2. August 2010